# Лебедево (посёлок, Энгельсский район)
Лебедево — посёлок сельского типа в Энгельсском районе Саратовской области. Входит в состав Безымянского сельского поселения.

## География
Расположено в 39 км от районного центра Энгельс по трассе Р236 и является географическим центром Саратовской области, ближайшая железнодорожная станция Титоренко (на линии Анисовка — Урбах) в 0,8 км, высота над уровнем моря 117 м. Ближайшие населённые пункты: Титоренко в 1,5 км к юго-западу и Широкополье в 3 км к юго-востоку.

## Инфраструктура
В посёлке одна улица — Центральная.
В июне 2020 года рядом с посёлком был открыт мясокомбинат «Новопушкинский».